# Pierre-Yves Hamel
Pierre-Yves Hamel (* 3. Februar 1994 in Brest) ist ein französischer Fußballspieler, der bei Paris FC in der Ligue 2 unter Vertrag steht.

## Karriere
Hamel begann seine fußballerische Ausbildung beim RC Lesneven. 2007 wechselte er zum FC Landerneau. Nach zwei Jahren unterschrieb er in der Jugendakademie von Stade Rennes. In der Saison 2012/13 schoss er in vier Einsätzen vier Tore in der zweiten Mannschaft, die in der National 3 aktiv war. In der Folgesaison wurde er 14 Mal eingesetzt, wobei er sieben Tore schoss. 2014/15 schoss er acht Tore in 20 Spielen. Im Sommer 2015 wechselte er in die National zur US Avranches. Am 7. August 2015 (1. Spieltag) debütierte er für seine neue Mannschaft in der Startelf. Er spielte in der Saison 2015/16 zweimal im neuen Trikot. Nach nur einer Saison wechselte er zum Ligue-1-Klub FC Lorient. Bei seinem Profidebüt am 15. Oktober 2016 (9. Spieltag) schoss er gegen den FC Nantes bei einer 1:2-Niederlage sein erstes Tor. Die gesamte Saison 2016/17 spielte er jedoch nur viermal für die Profimannschaft. Nach dem Aufstieg in die Ligue 2 spielte er in der Folgesaison 34 Mal und schoss dabei 14 Tore. 2018/19 spielte er insgesamt 38 Mal und schoss 19 Tore in der zweiten französischen Spielklasse. In seiner dritten Saison in der Ligue 2 schoss er zehn Tore in 29 Einsätzen. Die Ligue-2-Spielzeit gewann er mit Lorient die Ligue 2 und stieg somit erneut in die Ligue 1 auf. Die darauf folgende Saison verlor er seinen Stammplatz und spielte nur 25 Mal, wobei er viermal traf. Für die gesamte Saison 2021/22 wurde er an den Aufsteiger Clermont Foot verliehen. Bei der 0:4-Niederlage gegen Paris Saint-Germain spielte Hamel über die vollen 90 Minuten und gab somit sein Debüt für Clermont. Insgesamt kam der Stürmer zu 20 Ligaeinsätzen sowie einer Partie im Pokal. Nach seiner Rückkehr wurde Hamel dann im Sommer 2022 fest an den Paris FC in die Ligue 2 abgegeben.

## Erfolge
FC Lorient
- Französischer Zweitligameister: 2020